# T-Bull
T-Bull (ВАТ «T-Bull») — це одна з найвідоміших і найбільших польських студій, яка спеціалізується на проектуванні, розробці та розповсюдженню авторських ігор на мобільні пристрої та планшетні комп'ютери, які базуються на найбільш відомих операційних системах: Windows Phone, Android. iOS, BlackBerry. Центральний офіс підприємства знаходиться у Вроцлаві, в найвідомішому хмарочосі країни — Sky Tower.
Студія була заснована в 2010 році Даміаном Фіалковським (Damian Fijałkowski) та Гжегожем Зволінським (Grzegorz Zwoliński). На самому початку свого заснування фірма складалася з команди в кількості 5 осіб, новоспечених випускників технічних та мистецьких вищих навчальних закладів, які працювали віддалено над своїми проектами. За кілька років своєї діяльності студія перетворилася в одну з найбільш молодих, відомих та перспективних фірм, які динамічно та стрімко розвиваються, йдучи в ногу з сучасними технологіями та побажаннями своїх користувачів. На сьогоднішній день штат працівників складає 60 осіб, основна кількість з яких — високо-кваліфіковані і досвідчені програмісти та графічні дизайнери, завдяки яким оформлення та продуктивність ігор завжди має найвищу якість та позитивні відгуки своїх користувачів.
За кілька років свого існування на ринку ігрової індустрії, студія досягла чималих результатів і здобула шалену популярність не лише на терені своєї батьківщини, але і далеко поза її межами — на території Західної та Центральної Європи та США. Фірма має також партнерські домовленості з країнами Східної Європи, а на даний момент активно націлена на впровадження своїх продуктів на китайський ринок.
T-Bull легко пристосовується до умов і потреб сучасного ринку мобільних розваг та послуг, враховуючи думку своїх користувачів, пропонуючи їм виключно продукти з високою продуктивністю та максимально реалістичною 3D графікою. Станом на сьогоднішній день фірма видала 170 ігор, найпопулярнішими з яких є Best Sniper, Moto Rider GO, Poker Online, Racing Xtreme, Road Racing, Top Speed, Top Bike, Top Boat, Traffic Xtreme та інші.
У травні 2018 році загальна кількість завантажень всіх існуючих ігор перевалила 322 мільйони, а гра Moto Rider GO була завантажена більше ніж 50 мільйонів разів по всьому світу.
У липні 2016 року, в зв'язку з динамічним розвитком студії, засновники розширили свою діяльність створивши власну наукову організацію Sat Revolution, основною метою діяльністю якої є розвиток і створення нанотехнологій, особливо наносателітів з ціллю використовувати їх в майбутньому в міжнародних космічних агенціях, державному секторі та в особистих цілях. На сьогоднішній день вже створено механічну руку, керування якою здійснюється на ментальному рівні — за допромогою думок.